# Maymena paquini
Maymena paquini là một loài nhện trong họ Mysmenidae.
Loài này thuộc chi Maymena. Maymena paquini được miêu tả năm 2009 bởi Miller, Griswold & Yin.